# Matvei Zubov
Matvei Zubov (en rus Матвей Зубов) (22 de gener de 1991) és un ciclista rus. Combina tant la ruta com la pista.

## Palmarès en pista
- 2009
  -  Campió del món júnior en Persecució per equips (amb Konstantin Kuperasov, Ivan Savitskiy i Víktor Manakov)
  -  Campió d'Europa júnior en Persecució per equips (amb Konstantin Kuperasov, Ivan Savitskiy i Víktor Manakov)
- 2012
  -  Campió d'Europa sub-23 en Persecució per equips (amb Víktor Manakov, Nikolay Zhurkin i Ivan Savitskiy)

## Palmarès en ruta
- 2009
  - Vencedor d'una etapa a la Cursa de la Pau júnior
- 2011
  - 1r a la Bordeus-Saintes
- 2015
  - Vencedor d'una etapa als Cinc anells de Moscou
- 2017
  - Vencedor d'una etapa als Cinc anells de Moscou